# ATV-004 Albert Einstein
ATV-004 Albert Einstein var ESA:s fjärde Automated transfer vehicle för att leverera förnödenheter, syre, vatten och bränsle till rymdstationen ISS. Farkosten sköts upp med hjälp av en Ariane 5 ES ATV-raket den 5 juni 2013. Den var uppkallad efter den tyske fysikern Albert Einstein. Farkosten dockade med rymdstationen den 15 juni. Efter att ha varit dockad till stationen i 134 dagar, lämnade den stationen den 28 oktober och brann upp i jordens atmosfär den 2 november.

### Fotnoter
1. ↑  ”NASA Space Science Data Coordinated Archive” (på engelska). https://nssdc.gsfc.nasa.gov/nmc/spacecraft/display.action?id=2013-027A. Läst 26 februari 2020.
2. ↑  Manned Astronautics - Figures & Facts Arkiverad 3 oktober 2015 hämtat från the Wayback Machine., läst 28 juli 2016.